# Deux-Sèvres
Deux-Sèvres ( fransk udtale ?) er et fransk departement i regionen Nouvelle-Aquitaine. Hovedbyen er Niort, og departementet har 344.392 indbyggere (1999).
Der er 3 arrondissementer, 17 kantoner og 293 kommuner i Deux-Sèvres.

## Navn
Deux-Sèvres betyder "to Sèvrer": både Sèvre Nantaise og Sèvre Niortaise har deres udspring i dette departement.